# Pine Beach
Pine Beach es un borough ubicado en el condado de Ocean en el estado estadounidense de Nueva Jersey. En el año 2010 tenía una población de 2,127 habitantes y una densidad poblacional de 1,329personas por km².

## Geografía
Pine Beach se encuentra ubicado en las coordenadas 39°56′08″N 74°10′11″O / 39.93556, -74.16972.

## Demografía
Según la Oficina del Censo en 2000 los ingresos medios por hogar en la localidad eran de $57,366 y los ingresos medios por familia eran $67,404. Los hombres tenían unos ingresos medios de $50,256 frente a los $34,038 para las mujeres. La renta per cápita para la localidad era de $26,487. Alrededor del 3.5% de la población estaba por debajo del umbral de pobreza.